# David Holmes (Politiker)

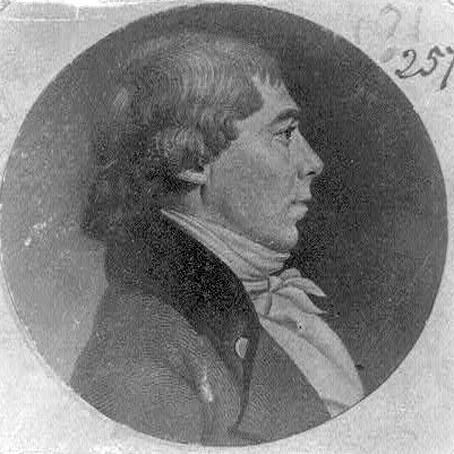
David Holmes

David Holmes (* 10. März 1769 im York County, Province of Pennsylvania; † 20. August 1832 bei Winchester, Virginia) war ein US-amerikanischer Politiker, der letzte Gouverneur des Mississippi-Territoriums und der erste Gouverneur des Bundesstaates Mississippi. Außerdem war er für fünf Jahre Mitglied im Senat der Vereinigten Staaten.

## Leben
Holmes wurde in Pennsylvania geboren und zog als Kind mit seiner Familie nach Virginia. Von 1797 bis 1808 war er Abgeordneter Virginias im US-Repräsentantenhaus, ehe er zum vierten Gouverneur des Mississippi-Territoriums ernannt wurde. Holmes war sehr populär; seine Ernennung markierte das Ende einer langen Zeit von Streitigkeiten in dem Territorium.
Im Jahr 1817 schloss sich Mississippi als 20. Bundesstaat den Vereinigten Staaten an und Holmes wurde zu dessen erstem Gouverneur gewählt. Er wurde im Oktober 1817 vereidigt, obwohl die Souveränität des Staates erst im Dezember 1817 offiziell wurde. Während seiner Amtszeit wurde das Rechtssystem des Staates eingeführt, die Staatsmiliz (state militia) aufgestellt und das Land östlich des Pearl Rivers, welches den Choctaw-Indianern überlassen wurde, neu organisiert. Nach seiner Amtszeit von zwei Jahren entschied er sich, bei den nächsten Wahlen im Jahr 1819 nicht erneut anzutreten.
1820 wurde Holmes als einer von Mississippis Senatoren in den Kongress entsandt, trat jedoch im Jahr 1825 wieder zurück, nachdem er erneut als Gouverneur gewählt wurde. Seine sich verschlechternde Gesundheit zwang ihn, nach nur sechs Monaten Amtszeit (Januar bis Juli 1826) als Gouverneur abzudanken.
Holmes kehrte anschließend in seinen Heimatstaat Virginia zurück, wo sich seine Gesundheit weiter verschlechterte. Er starb im Jahr 1832 in der Nähe von Winchester und wurde auf dem Mount-Hebron-Friedhof beigesetzt.